# AIDC T-5 Yung Ying
AIDC T-5 Yung Ying (chiń. trad. 勇鷹; pinyin Yǒngyīng/ang. Brave Eagle) – tajwański samolot szkolenia zaawansowanego zbudowany w zakładach Aerospace Industrial Development Corporation (AIDC). Maszyna ma zastąpić używane w Siłach Powietrznych Republiki Chińskiej samoloty AIDC AT-3A Tzu-chung oraz Northrop F-5E/F.

## Historia

### Geneza
Tajwan posiada relatywnie liczne lotnictwo myśliwskie. W latach 1997–1998 pozyskano sześćdziesiąt francuskich Dassault Mirage 2000 a w okresie od 1997 do 2001 roku, 150 amerykańskich General Dynamics F-16 Fighting Falcon. Obydwie konstrukcje zakupione zostały jeszcze w 1992 roku. W 2019 roku Stany Zjednoczone wyraziły zgodę na sprzedaż kolejnych sześćdziesięciu sześciu F-16 w wersji V. Tak duży potencjał myśliwski, wymagał rozbudowanej bazy szkoleniowej. Jej bazą były początkowo turbośmigłowe AIDC T-CH-1 (wersją tłokowego North American T-28 Trojan). Zastąpione w latach 80. ubiegłego wieku przez Beechcraft T-34C Turbo Mentor. Za szkolenie zaawansowane odpowiadały odrzutowe AIDC AT-3A Tzu-chung, wybudowane siłami rodzimego przemysłu lotniczego. Zastąpiono nimi amerykańskie Lockheed T-33 Shooting Star, których konstrukcja wywodziła się jeszcze z przełomu lat 40. i 50 XX wieku. 
Na początku pierwszej dekady XXI wieku, AIDC T-CH-1 poddane zostały modernizacji. Jednak już wówczas, zdawano sobie sprawę, że w perspektywie kolejnych 20 lat, będzie potrzebny nowy samolot szkolenia zaawansowanego. Tym bardziej, że proces modernizacji objął również myśliwskie AIDC F-CK-1 Ching-Kuo i F-16, doprowadzane do standardu F-16V. Tym samym, możliwości T-CH-1 nie wystarczały aby w pełni wyszkolić pilota mającego usiąść za sterami nowych samolotów myśliwskich z cyfrową awioniką.

### W stronę nowego samolotu

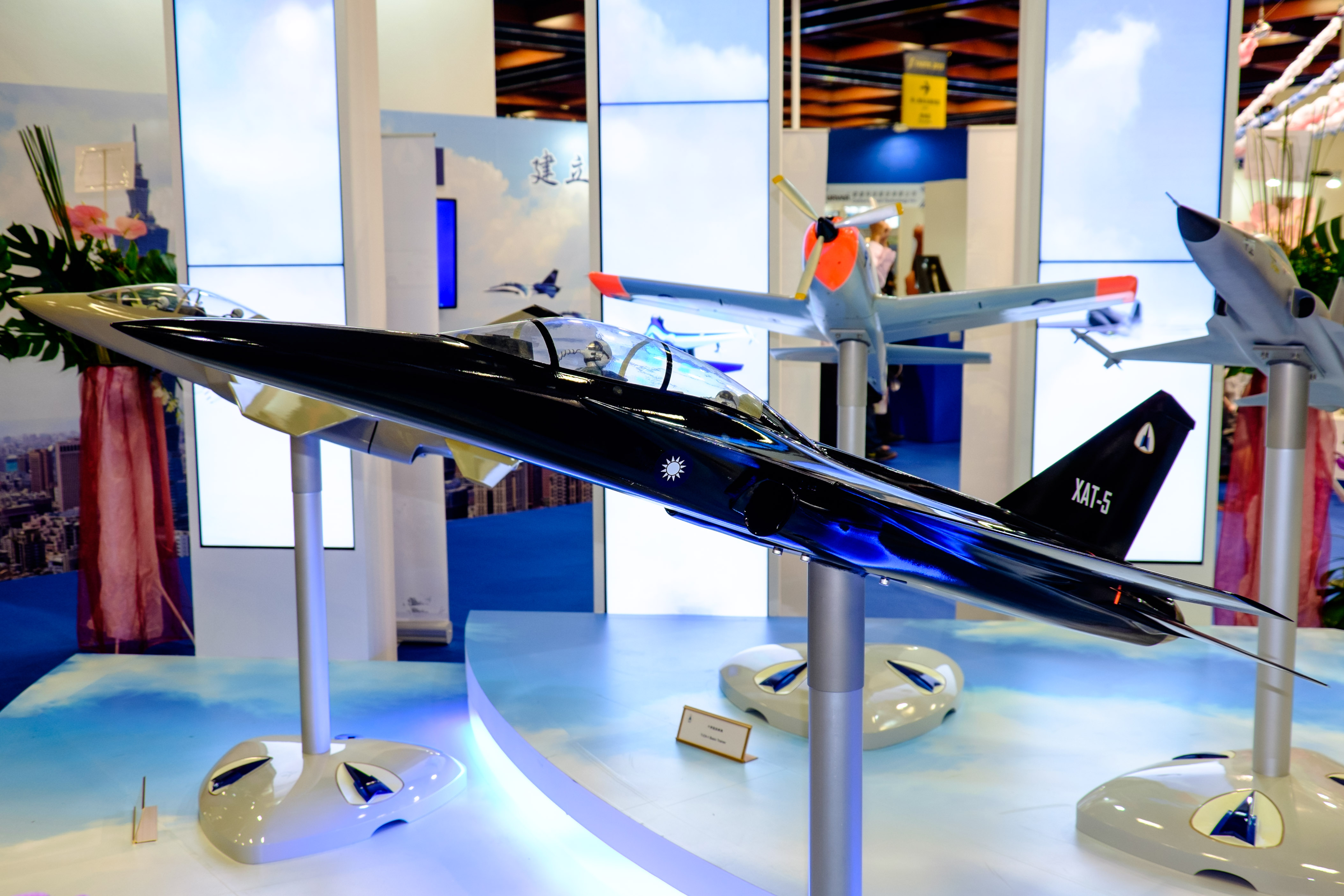
Zaprezentowany w 2015 roku model XAT-5

Pierwsze kroki w celu pozyskania nowej szkolnej maszyny podjęto na przełomie pierwszej i drugiej dekady XXI wieku. Pod uwagę brano dwa rozwiązania. Pierwszym z nich był zakup licencji produkcyjnej, drugim, podjęcie prac konstrukcyjnych siłami rodzimego przemysłu lotniczego. W przypadku potencjalnego zakupu licencji, pod uwagę brano dwie maszyny. Włoską Alenia Aermacchi M-346 i południowokoreańską KAI T-50 Golden Eagle. Już w 2008 roku, tajwańskie media przekazały informacje, iż główny krajowy producent lotniczy firma Aerospace Industrial Development Corporation (AIDC), wyraziła zainteresowanie podjęciem współpracy z włoską Alenia Aermacchi przy produkcji M-346. Z drugiej strony, odpowiadając na potencjalną decyzję o wyborze własnej konstrukcji, AIDC zaproponowała dwa projekty. Pierwszym z nich był AT-3 MAX, będący głęboko zmodernizowaną wersją AIDC AT-3A Tzu-chung z nową cyfrową awioniką typu szklany kokpit i mocniejszymi o około 66% silnikami. Drugim, XAT-5, wersja rozwojowa myśliwca AIDC F-CK-1 Ching-Kuo, również z cyfrową awioniką. W obydwu konstrukcjach, planowano szeroko wykorzystać materiały kompozytowe. Modele samolotów zostały zaprezentowane na targach Taipei Aerospace & Defense Technology Exhibition w dniach 13 - 16 sierpnia 2015 roku.
12 czerwca 2015 roku, w trakcie spotkania w Ministerstwie Obrony Narodowej Republiki Chińskiej z przedstawicielami Dowództwa Sił Powietrznych, podjęto decyzje dotyczącą formalnego rozpoczęcia starań o pozyskanie nowej konstrukcji. Skierowano zapytanie ofertowe do AIDC, Alenia Aermacchi i Korea Aerospace Industries. Opcja licencyjna, cieszyła się poparciem ówczesnego prezydenta Tajwanu, Ma Ying-jeou skłaniał się w kierunku podjęcia produkcji włoskiego M-346. W 2016 roku stanowisko Prezydenta Republiki Chińskiej objęła Tsai Ing-wen. Nowa prezydent była zwolenniczką podjęcia samodzielnego, krajowego wysiłku zaprojektowania i zbudowania nowego samolotu zaawansowanego szkolenia. Taka koncepcja była elementem jej kampanii wyborczej, w której podkreślała korzyści płynące ze wspierania rodzimych wytwórców. Nawet kosztem dłuższego czasu potrzebnego na zaprojektowanie nowej konstrukcji i większych, poniesionych z tego tytułu kosztów. W czerwcu 2016 roku utworzono Taiwan Aerospace Industry A-Team 4.0 Alliace, mający zrzeszać wszystkie firmy biorące udział w nowym projekcie. Dowództwo Sił Powietrznych poparło nową koncepcję, 6 września 2016 roku zapowiedziano chęć nabycia 66 samolotów. W tym samym roku projekt uzyskał zgodę parlamentu i został skierowany do realizacji.

## Projekt

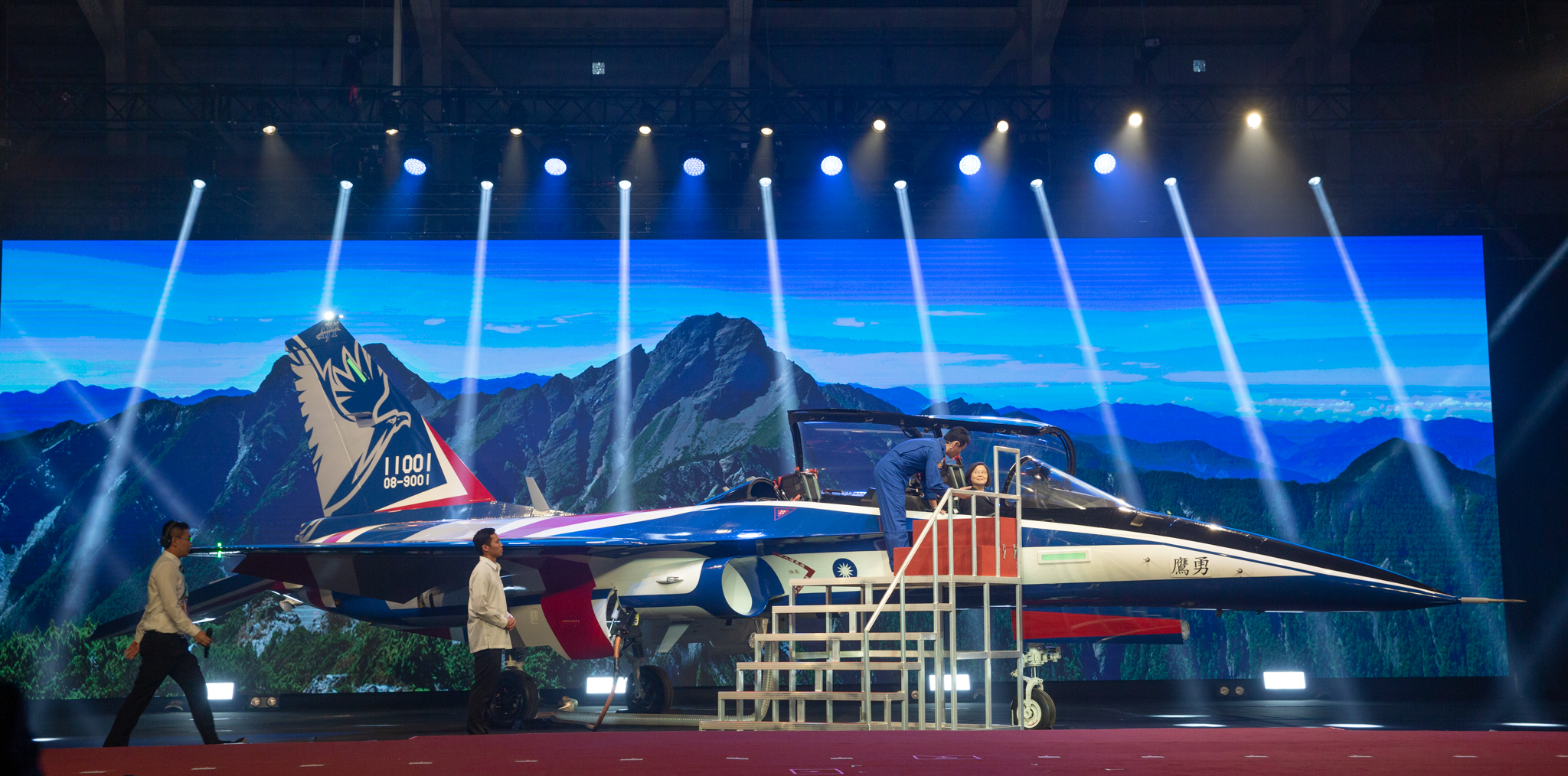
Prezentacja prototypu samolotu. W kabinie siedzi Prezydent Republiki Chińskiej Tsai Ing-wen

Do realizacji wybrano projekt XAT-5, którego oznaczenie zmieniono na XT-5, nadając mu również nieoficjalną nazwę Lan Que. 7 lutego 2017 roku, podpisano umowę pomiędzy stroną rządową a państwowym instytutem National Chung-Shan Institute of Science and Technology (NCSIST). Wydarzeniu nadano uroczystą oprawę, w której uczestniczyła prezydent Tsai Ing-wen, dowódca sił powietrznych generał Shen Yi-ming i szef NCSIST Zhang Guanqun. NCSIST został podmiotem odpowiedzialnym za opracowanie nowego samolotu szkolenia zaawansowanego oznaczonego wstępnie jako XT-5, mającego trafić na uzbrojenie Sił Powietrznych Republiki Chińskiej. 25 kwietnia 2017 roku NCSIST i AIDC podpisały umowę wykonawczą na produkcję 66 seryjnych samolotów T-5 oraz symulatory lotu. NCSIST został podmiotem odpowiedzialnym za realizację programu a AIDC podmiotem wykonawczym. W marcu 2018 roku odbyła się Critical Design Review (CDR - ostateczna ocena projektu). Jej pozytywny wynik dał zielone światło budowie dwóch latających prototypów oznaczonych jako A1 i A2 oraz dwóch przeznaczonych do prób statycznych i zmęczeniowych, oznaczonych jako T1 i T2.
Konstrukcja nowego samolotu wzorowała się na dwumiejscowej wersji myśliwca AIDC F-CK-1 Ching-Kuo. Pomimo fizycznego podobieństwa pomiędzy obydwiema maszynami, 80% części T-5 zostało zaprojektowanych od nowa. Zdecydowanie większy udział w konstrukcji samolotu szkoleniowego w porównaniu z myśliwskim F-CK-1 mają materiały kompozytowe użyte w jego budowie, które stanowią 30 % masy konstrukcyjnej samolotu. W celu realizacji postawionych przed konstrukcją zadań, w porównaniu z oryginałem, na którym się wzorowano, usunięto działko pokładowe, zwiększono pojemność zbiorników paliwa oraz pogrubiono profil płata z 4 % do 5 %. Dzięki ostatniej modernizacji, samolot osiąga lepsze charakterystyki pilotażowe na niskim pułapie i przy mniejszych prędkościach, zwłaszcza podczas lądowania. Zwiększono bazę i rozstaw podwozia głównego, dzięki czemu maszyna jest stabilniejsza podczas kołowania i lądowania. Zastosowano dwa silniki Honeywell/ITEC 124-200TW bez dopalacza. Samolot wyposażony jest w cyfrową awionikę fly-by-wire. T-5 pozbawiony jest radaru ale jego awionika jest w stanie symulować jego pracę, przygotowując kursantów do eksploatacji maszyn z radarem na pokładzie. Udział krajowej produkcji części i podzespołów w konstrukcji maszyny wynosi około 55%. 

## Prototyp
Montaż pierwszego prototypu A1 rozpoczął się 1 czerwca 2018 roku. 27 listopada tego samego roku, Siły Powietrzne Republiki Chińskiej ogłosiły konkurs na nową nazwę samolotu. 24 września 2019 roku, w zakładach AIDC w Taizhong odbyła się uroczystość roll out ukończonego samolotu. W wydarzeniu wzięła udział prezydent Tsai Ing-wen. W trakcie pokazu, prezydent nadała maszynie wyłonioną w drodze konkursu nazwę Yung Ying (Brave Eagle, Odważny/Dzielny/Waleczny Orzeł).
Gotowy prototyp A1 o numerze seryjnym 08-9001 rozpoczął próby kołowania 2 czerwca 2020 roku a 10 czerwca 2020 roku wzbił się po raz pierwszy w powietrze. Pierwszy lot trwał około 15 minut. W trakcie lotu, maszynie towarzyszyły dwa myśliwce F-CK-1D ze składu 3. Skrzydła Myśliwców Taktycznych. 22 czerwca tego samego roku, samolot wykonał lot pokazowy, dla zgromadzonych na lotniku oficjeli, wśród nich znalazła się prezydent Tsai Ing-wen. Drugi samolot prototypowy A2, został oblatany 25 grudnia 2020 roku. Towarzyszył mu pojedynczy F-CK-1D a sam lot trwał kwadrans. W marcu 2021 roku zakończono próby fabryczne i obydwa prototypy zostały przekazana siłom powietrznym do realizacji dziewięciomiesięcznych testów operacyjnych i oceny (etap Operational Test and Evaluation/OT&E). 21 października 2021 roku do swojego pierwszego lotu wzbił się pierwszy seryjny samolot. W trakcie trwającego godzinę lotu, maszyna leciała w towarzystwie prototypu A1. 27 listopada tego samego roku oblatany został drugi seryjny egzemplarz. 12 listopada 2021 roku AIDC poinformowała, iż oficjalne oznaczenie nowej konstrukcji brzmi T-BE5A (T - Trainer, BA  - Brave Eagle, 5 - kolejny numer typu i A - pierwsza wersja seryjna). 23 czerwca 2022 roku prototyp A2 wykonał po raz pierwszy lot przenosząc uzbrojenie ćwiczebne. 29 listopada 2021 roku, pierwszy seryjny samolot, o numerze ewidencyjnym 1101 przyleciał do bazy Taitung Air Force Base, gdzie wszedł w skład 7. Skrzydła Szkolenia Lotniczego Sił Powietrznych. Przylot samolotu zainaugurował rozpoczęcie dostaw maszyn seryjnych. Do 7. Skrzydła mają trafić 33 maszyny, które zastąpią samoloty F-5E/F. Pozostałe z zamówionych 66 maszyn, 33 egzemplarze, trafi do Sekcji Szkolenia Bojowego Akademii Sił Powietrznych (Republic of China Air Force Academy) gdzie zastąpią samoloty AT-3. W maju 2022 roku rozpoczęto szkolenie pierwszej grupy pilotów sił powietrznych. 
Plany zakładają uruchomienie produkcji seryjnej 66 maszyn w listopadzie 2021 roku. Obok wersji zaawansowanego szkolenia planuje się również budowę wersji szkolno-bojowej oznaczonej jako AT-5. System szkolenia obejmie, obok samolotu, również budowę naziemnych komponentów: symulatora lotu, symulatora misji, system planowania i oceny realizacji zadań.